# Konrad I oleśnicki
Konrad I oleśnicki (ur. między 1292 a 1298, zm. 22 lub 27 grudnia 1366) – syn Henryka III głogowskiego i Matyldy brunszwickiej, tytułował się Dziedzicem Królestwa Polskiego (Heres Regni Polonie). Książę kaliski 1312–1313, namysłowski 1312–1323, oleśnicki 1320/1321–1366, na połowie Bytomia 1359–1366 oraz kozielski 1357–1366.
Po śmierci ojca, która nastąpiła 9 grudnia 1309 r. Konrad wraz z czwórką braci (Henrykiem, Bolesławem, Janem oraz Przemkiem) znalazł się pod opieką rady regencyjnej, na czele której stanęła księżna-wdowa Matylda brunszwicka. W 1312 r. Głogowczycy zostali dopuszczeni do rządów - Konrad i Bolesław objęli władzę we wschodniej części Księstwa Głogowskiego z Gnieznem, Kaliszem, Namysłowem i Oleśnicą, zaś w zachodniej – z m.in. Głogowem, Poznaniem, Ścinawą i Żaganiem rządził Henryk IV wraz z dwójką młodszych braci, którym stopniowo wydzielał własne dzielnice. Księżna-wdowa do swojej śmierci w 1318 r. zarządzała przyznanym jej jako oprawa wdowia Głogowem. Najprawdopodobniej już w roku 1313 część wschodnie podzielona została na dwa księstwa: kalisko-namysłowskie Konrada oraz oleśnicko-gnieźnieńskie Bolesława. Taki podział utrzymał się do śmierci Bolesława Oleśnickiego, który zmarł bezpotomnie między majem 1320 a 23 kwietnia 1321 r. Konrad przejął wówczas rządy nad księstwem brata, co wywołało sprzeciw synów Henryka V Brzuchatego, do którego do 1294 r. należały Oleśnica i Namysłów.
Pierwszą żoną Konrada była Elżbieta (ok. 1311–1328) córka księcia wrocławskiego Henryka VI Dobrego, poślubiona w 1322 r. Drugą żoną i matką dwójki dzieci księcia (Konrada i Jadwigi) była Eufemia (ok. 1312 – ok. 1377), córka księcia bytomskiego Władysława, z którą Konrad ożenił się ok. 1330 r.